# IC 2144
IC 2144 è una piccola nebulosa a riflessione visibile nella costellazione del Toro.
Si individua nella parte orientale della costellazione, circa mezzo grado a SSE della stella 132 Tauri, lungo la scia della Via Lattea. Il periodo più indicato per la sua osservazione nel cielo serale ricade fra i mesi di ottobre e marzo ed è notevolmente facilitata per osservatori posti nelle regioni dell'emisfero boreale terrestre.
IC 2144 è un oggetto nebuloso che, nonostante le sue ridottissime dimensioni, era già noto alla fine dell'Ottocento; possiede una forma rettangolare con lati di 25" x 16" ed è stato inizialmente scambiato per una galassia di forma irregolare simile a M82, fortemente oscurata dalle polveri della Via Lattea. Con la scoperta di una stella centrale inizialmente ritenuta di classe spettrale B legata all'oggetto, catalogata poi con la sigla MWC 778, si è capita la sua natura di nebulosa ed è stata così indicata come una regione H II. Si è in seguito appurato che IC 2144 è in realtà una nebulosa a riflessione, illuminata dalla sua stella associata, la quale emette anche radiazione infrarossa e coincide con la sorgente IRAS 05471+2351. Le analisi spettroscopiche più recenti e accurate condotte su questa stella hanno permesso di scoprire che si tratta di un astro molto giovane, paragonabile in parte alle stelle T Tauri ma con una luminosità superiore; si tratta molto probabilmente di una stella di pre-sequenza principale di classe F o forse G e può essere considerata una sorta di analogo delle stelle Ae/Be di Herbig, ma con una classe spettrale differente.
La sua distanza è stata stimata principalmente in base agli oggetti e alle strutture galattiche situate nella sua direzione; le stime più realistiche forniscono un valore di circa 1000 parsec (3260 anni luce), collocandola così sul bordo interno del Braccio di Perseo, non lontano dalla regione di Gemini OB1. Tuttavia sussiste un notevole margine di incertezza.